# Sârbi, Hunedoara

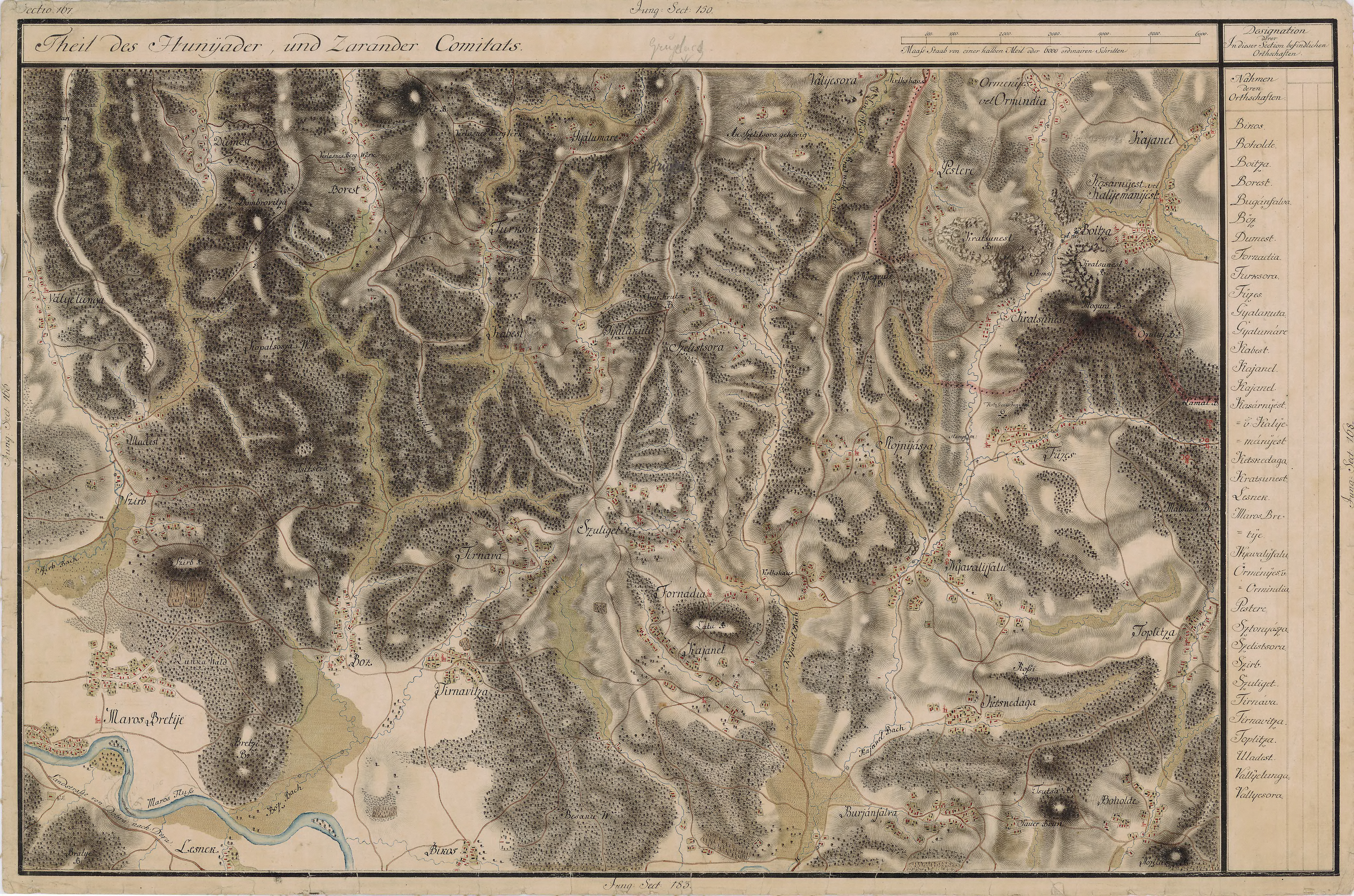
Sârbi în Harta Iosefină a Transilvaniei, 1769-1773

Sârbi este un sat în comuna Ilia din județul Hunedoara, Transilvania, România. Satul este așezat de-a lungul văii Valea-Bătrână.

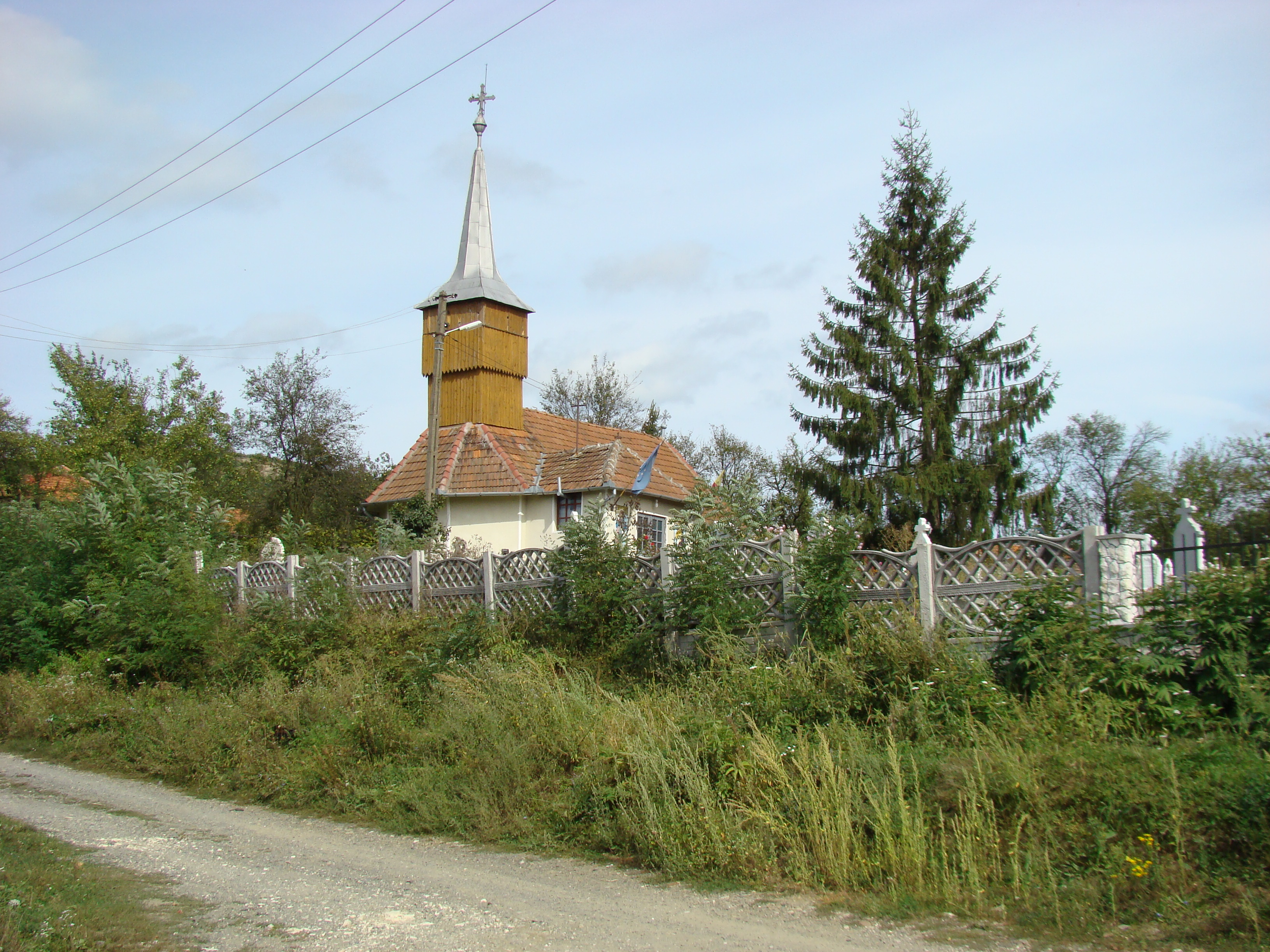
Biserica de lemn din Sârbi

## Vezi și
- Biserica de lemn din Sârbi, Hunedoara